# Leptographium wingfieldii
Leptographium wingfieldii är en svampart som beskrevs av M. Morelet 1988. Leptographium wingfieldii ingår i släktet Leptographium och familjen Ophiostomataceae.  Arten är reproducerande i Sverige. Inga underarter finns listade i Catalogue of Life.